# ジャック・ケンプ
ジャック・フレンチ・ケンプ（Jack French Kemp、 1935年7月13日 - 2009年5月2日）は、アメリカ合衆国の政治家・アメリカンフットボール選手。
AFLのサンディエゴ・チャージャーズとバッファロー・ビルズで先発クォーターバックとして活躍し1969年に現役を引退した。その後1971年からアメリカ合衆国下院議員を9期18年務めた。1981年1月3日から1987年6月4日まで下院共和党会議の議長を務め、1988年アメリカ合衆国大統領選挙の共和党候補として指名争いに参加した。
その後、1989年2月13日から1993年1月19日までジョージ・H・W・ブッシュ政権で9代目アメリカ合衆国住宅都市開発長官を務めた。1996年アメリカ合衆国大統領選挙での共和党の副大統領候補であった。

## プロ入り前
1935年7月13日にアメリカのカリフォルニア州ロサンゼルスで4人兄弟の3番目に生まれた。ユダヤ人の多い地区に住んでいた中流階級だった家族はクリスチャン・サイエンスの教会に通った。スペイン語の教師をしていた母親にピアノを教えられハリウッド・ボウルに連れられた。彼が進学した高校はクラスメートの95パーセントがユダヤ人であり同級生にはハーブ・アルパート、ラリー・シェリーなどがいた。彼は高校時代父親の仕事を手伝い、読書をして過ごした。好んだ書物は歴史書や哲学書だった。
1953年に高校を卒業すると彼はNCAA3部校のオキシデンタル・カレッジに進学した。彼がこの大学を選んだ理由はプロスタイルの攻撃フォーメーションを採用しており、プロのクォーターバックになりたかったためである。当時身長178センチメートルに体重79.4キログラムしか無かった彼はクォーターバックとしては体が小さすぎて南カリフォルニア大学やカリフォルニア大学ロサンゼルス校のような強豪校には入れなかった。
大学で彼はやり投げをすると共にアメリカンフットボールではクォーターバック・ディフェンスバック・プレースキッカー・パンターとしてプレイした。この時のチームメートには後にNFLのヘッドコーチになったジム・モーラと審判としてスーパーボウルに5回出場したロン・ボチャンがいた。大学を卒業後に彼はカリフォルニア州立大学ロングビーチ校で経済学を学んだ。

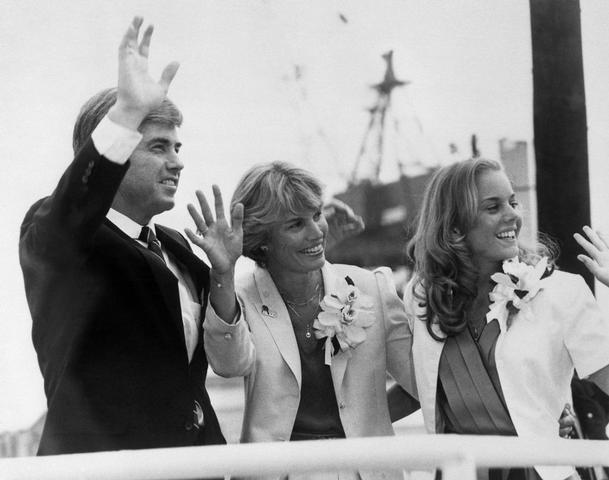
原子力潜水艦バッファローの甲板上で妻・娘と(1980年)

1957年にオキシデンタル・カレッジを卒業した彼は大学の後輩であったジョアンヌが1958年に卒業した後、結婚した。その後彼は長老派教会へと信仰を改めた。彼らの間に生まれた2人の息子は共にプロフットボールのクォーターバックとなったジェフ・ケンプ（NFLで1981年から1991年プレイ）、ジミー・ケンプ（CFLで1994年から2002年プレイ）である。彼らの間には他に2人の娘ができ、孫は17人生まれた。

## プロフットボール選手として
1957年のNFLドラフトでデトロイト・ライオンズから17巡目に指名されたがシーズン開幕前にカットされた。その年彼はピッツバーグ・スティーラーズに拾われ、1958年にはニューヨーク・ジャイアンツ、サンフランシスコ・フォーティナイナーズの練習生として過ごした。この年にジャイアンツはNFLチャンピオンシップゲームに出場し初の延長戦にもつれこみThe Greatest Game Ever Playedと呼ばれたゲームに出場したが彼がフィールドに立つことはなかった。1958年に彼はアメリカ陸軍に入隊し1年後から1962年まで予備役となった。
1959年NFLで出番の無い彼はCFLのカルガリー・スタンピーダーズで1試合だけプレイした。この試合を両親と兄はカリフォルニア州からアルバータ州カルガリーまで車で見に行ったが彼は1試合で解雇されてしまった。
1960年にNFLの対抗リーグとしてAFLが結成されると彼はロサンゼルス・チャージャーズと契約し入団した。後にプロフットボール殿堂入りを果たしたシド・ギルマンヘッドコーチの下で彼は先発クォーターバックとなりフランク・トリプカに次いでリーグ2位のパス成功数・獲得ヤードを記録し、10勝4敗でチームをウェスタンディビジョンのチャンピオンに導いた。彼に率いられたオフェンスは最後の4試合で平均46得点、最後の9試合中5試合で41得点以上をあげた。1960年AFLチャンピオンシップゲームでヒューストン・オイラーズと対戦したチームは2つのFGでリードしたがタッチダウンを許し6対7で敗れた。
1961年にサンディエゴのジャック・マーフィーによってバロン・ヒルトンからチームが買収されてチームはサンディエゴに移転した。この年彼はジョージ・ブランダに次ぐリーグ2位のパス獲得ヤードを稼ぎチームは12勝2敗で再度ウェスタンディビジョンチャンピオンとなった。2年連続オイラーズとの対戦となったチャンピオンシップゲームでは第4Qまで得点をあげることができずに3対10でチームは敗れた。
この年の8月にベルリンの壁が造られるとジョン・F・ケネディはケンプが予備役として在籍していた部隊を召集した。9月に右利きのケンプは左肩をフットボールで痛めた。メディカルチェックで痙攣により関節可動域が80パーセントまで落ちていた。チャージャーズでのチームメートのロン・ミックスに毎試合前に鎮痛剤をもらいながら彼はパスを投げ続け2686ヤードを獲得し、15タッチダウンをあげた。
1962年に2試合経過したところで彼は中指を骨折しシーズン絶望となった。チャージャーズのヘッドコーチのシド・ギルマンはケンプをウェーバー公示することを決定した。これに気づいたバッファロー・ビルズのルー・セイバンヘッドコーチは9月25日100ドルで彼を獲得した。ダラス・テキサンズ、デンバー・ブロンコスも獲得争いに参加していたがAFLコミッショナーのジョー・フォスの決定でケンプはビルズに移籍することとなった。
彼の加入にオフェンスラインのビリー・ショーはこれでクォーターバックに悩まされていた問題が解決すると歓迎されたが地元アナウンサーによる「彼はデンバーに行きたがっており、バッファローには行きたくないと考えている。」といった報道があったこともあり心が躍っていなかった。中指の怪我でシーズンの大部分を欠場した。この年ベトナム戦争への徴兵対象となったがヒザの故障もあり軍役につくことは見送られた。11月18日のオークランド・レイダース戦でビルズの選手として初先発した彼は1タッチダウンをあげてチームは10対6で勝利した。ビルズで4試合しか出場しなかったが彼はAFLのオールスターに選ばれた。最後の4試合中3試合に勝利したビルズはこの年7勝6敗1分でシーズンを終えた。1962年12月14日にビルズはグリーンベイ・パッカーズとの獲得競争の末にノートルダム大学出身のクォーターバックであるダリル・ラモニカを獲得した。そして1963年から4シーズンでケンプとラモニカによる先発クォーターバック争いがラモニカのレイダース移籍まで続いた。1963年彼はリーグ2位のパス成績を収め、チームは7勝6敗1分でシーズンを終えた。ラッシングTDでもチームメートのクッキー・ギルクリストに次いでリーグ2位となった。この年12月28日に地元バッファローのウォー・メモリアル・スタジアムでボストン・ペイトリオッツとマイナス10度の中対戦した。0対16とリードされたところでケンプは交代されてラモニカが出場したこの試合は8対26でビルズの敗戦となった。
1964年にチームは開幕から9連勝し12勝2敗で終えた。ケンプもパス試投1回あたりの獲得ヤードでリーグトップの成績を残した。1964年のAFLチャンピオンシップゲームでは20-7で勝利しチームはAFLチャンピオンとなった。
1965年にチームはRBギルクリストをデンバー・ブロンコスにトレードしパスにより比重を置いた攻撃をすることとなった。ケンプはリーグ2位のパス成功数をあげてチームは10勝3敗1分で終えた。チャンピオンシップゲームは彼の古巣のチャージャーズとの対戦になった試合は23対0でビルズが勝利しAP通信が選ぶこの試合のMVPとなった。ギルクリストが去ったこととスターWRが怪我で3試合しか出られなかった中でチームの勝利に果たした彼の役割は高く評価されてAFLの年間最優秀選手に元チームメートのポール・ロウと共に選ばれた。
2年連続優勝の成績をあげた後、セイバンヘッドコーチがメリーランド大学のヘッドコーチに就任するために辞任し、ディフェンスコーディネーターのジョン・コリエルが後任となった。1966年、9勝4敗1分で3年連続イースタンディビジョンチャンピオンとなったビルズはその試合に勝てばNFLとのチャンピオンシップゲーム（第1回スーパーボウル）に出場するところだったがカンザスシティ・チーフスに7-31で敗れた。ケンプはこの年で6年連続AFLオールスターに選ばれた。1967年にチームは4勝10敗と低迷し彼もオールスターの選出から初めて漏れた。1968年、彼は右ひざの負傷でシーズンを棒に振るった。ケンプの不在となったビルズはこの年1勝12敗1分に終わり、翌1969年にケンプが復帰し、O・J・シンプソンが加入したもののジョン・ラウチヘッドコーチの下4勝10敗の成績にとどまった。7回目のオールスター出場を果たした彼はその年で現役を引退した。
ニューヨーク州エリー郡のアメリカ共和党支部が合衆国議会選挙の候補にならないかと接触をしてきた。1970年1月17日のオールスターゲームが終了した後、彼は妻と相談し政治の道に進むことを決定した。

## 政治家として

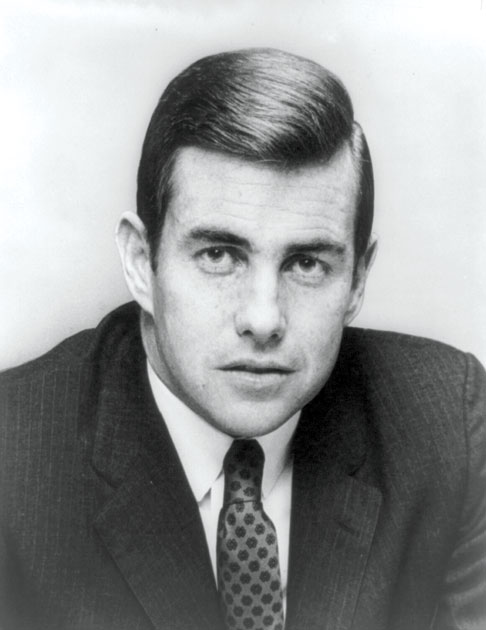
若き日のケンプ

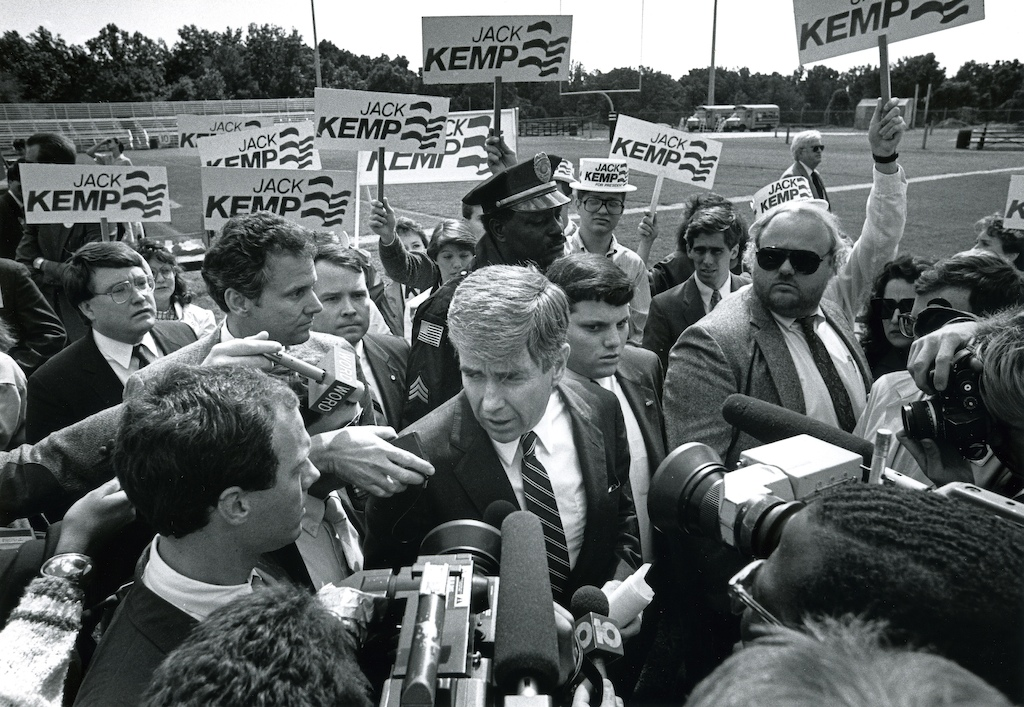
翌年に実施される1988年アメリカ合衆国大統領選挙に出馬する直前のケンプ(1987年)

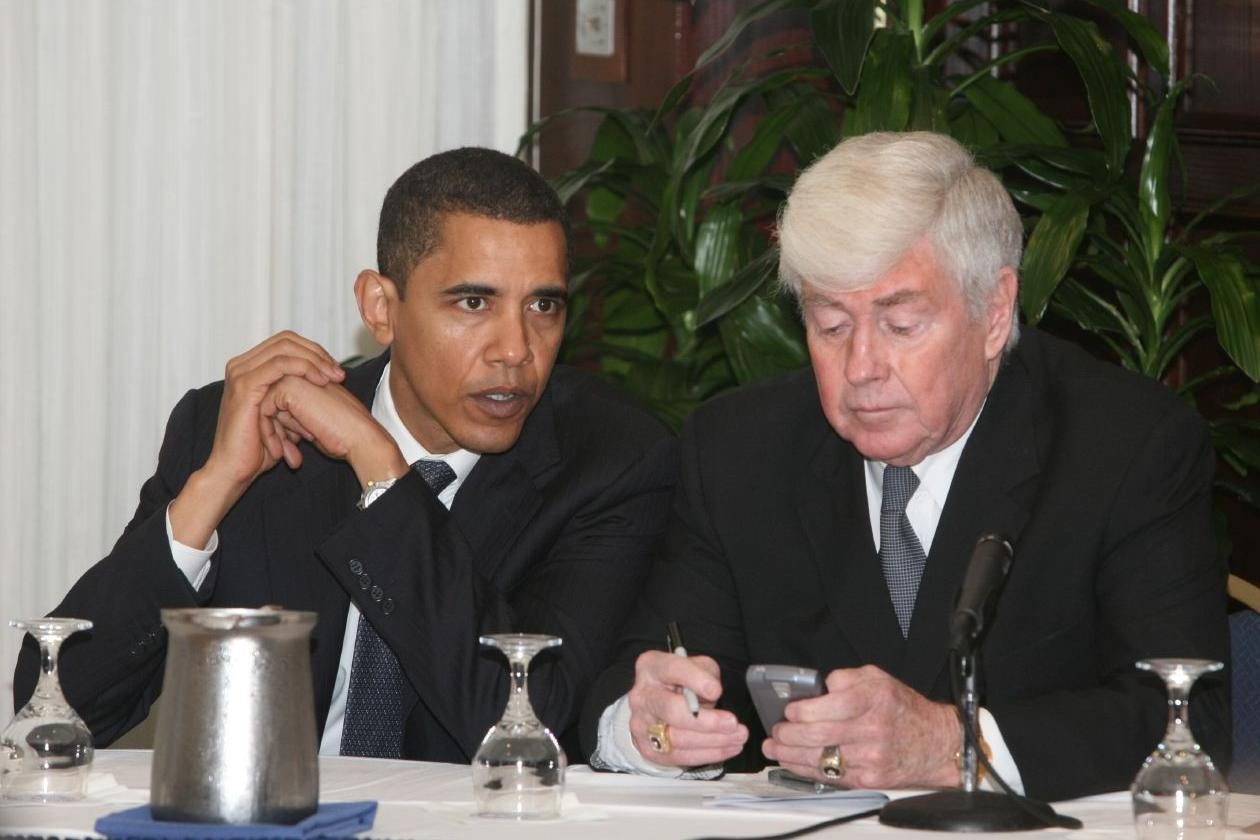
ナショナルプレスクラブにおけるバラク・オバマ上院議員とケンプ(2008年2月)

彼は政治家となる前にも"The San Diego Union-Tribune"の編集の手伝いや1964年アメリカ合衆国大統領選挙においてバリー・ゴールドウォーター、1966年のカリフォルニア州知事選挙においてロナルド・レーガンの支援を行った。1967年のオフシーズンにはサクラメントにあるレーガンのオフィスで働いた。1969年には共和党全国委員会のアシスタントをするようになった。
1971年から1989年までアメリカ合衆国下院議員を9期18年務めた。その間1981年から1987年6月4日までアメリカ合衆国下院共和党会議議長を務めている。
1971年彼はニューヨーク州エリー郡からなる選挙区から下院議員に選出された。
1988年アメリカ合衆国大統領選挙のアメリカ共和党候補として指名争いに参加しジョージ・H・W・ブッシュ、ボブ・ドール、パット・ロバートソンらと争ったが1州も制することはできずスーパー・チューズデーを最後に選挙戦から退いた。
その後1989年2月13日から1993年1月19日までブッシュ政権下で住宅都市開発長官を務めた。1996年アメリカ合衆国大統領選挙でボブ・ドールの副大統領候補に選ばれてビル・クリントンの副大統領候補アル・ゴアと対決した。ゴアとケンプは長年の友人であったため、ゴアとダン・クエールの間で行われたような個人攻撃はお互い行わなかった。

## 政治的立場
移民や少数民族に理解を示しアメリカ共和党内では穏健派に属した。経済政策では大型減税により経済成長を実現させるサプライサイダーであり1977年9月にはウィリアム・ロス（William Roth）上院議員とともに連邦個人所得税の減税を行う「ケンプ・ロス法案」を提出している。

## 死去
2009年1月7日に彼の事務所はケンプが癌に罹っていることを公表した。その後も死去するまで政治活動やチャリティ活動を継続し、5月2日にメリーランド州ベセスダで亡くなった。